# Hello (canção de Adele)
"Hello" é uma canção da artista musical britânica Adele, contida em seu terceiro álbum de estúdio, 25 (2015). Foi composta pela própria com o auxílio de Greg Kurstin, que encarregou-se de sua produção. O seu lançamento como o primeiro single do projeto ocorreu em 23 de outubro de 2015, através da XL Recordings, marcando sua primeira faixa divulgada em três anos desde "Skyfall".
Em 2017, o single faturou três Grammy Awards nas categorias Canção do Ano, Gravação do Ano e Melhor Performance Pop Solo.

## Antecedentes
Em 18 de outubro, um trecho de 30 segundos de "Hello" foi exibido na televisão britânica durante um intervalo comercial do The X Factor. Três dias depois, o apresentador da BBC Radio 1 Breakfast Show, Nick Grimshaw, deu a entender que o primeiro single do terceiro disco de Adele seria lançado na edição de 30 de outubro de seu programa. Entretanto, em 22 de outubro, a cantora confirmou através de uma carta publicada em seu Twitter que o lançamento de "Hello" ocorreria em 23 daquele mês, servindo como a primeira faixa de trabalho do projeto. A canção pôde ser ouvida pela primeira vez na edição de 23 de outubro do programa de Grimshaw, com Adele no estúdio sendo entrevistada na ocasião.

## Escrita e composição
"Hello" foi escrita por Adele e Greg Kurstin e produzido por este último. Kurstin também tocou baixo, guitarra, piano e teclados, enquanto Adele tocava a bateria. "Hello" foi escrita em Chiswick, Londres, algo que normalmente não é feito por Adele, que disse que gosta de escrever sua música em casa. O processo de composição da música foi lento, levando seis meses para ser concluído. Inicialmente Adele e Kurstin começaram a escrever o primeiro verso; terminando a metade da música, seis meses depois, Adele entrou em contato com Kurstin para terminar a música, com Kurstin dizendo que não tinha certeza "se Adele voltaria e terminaria".
Durante o refrão, Adele é ouvida cantando as linhas sobre camadas de backing vocals, piano e bateria que foram descritos pelo The Daily Telegraph como inclinados "em direção a uma parede de som muito luxuosa". Liricamente, a música se concentra em temas de nostalgia e arrependimento e se desenrola como uma conversa. A música foi notada por conter temas de arrependimento e foi vista como uma continuação de seu single "Someone like You" aparecendo para refletir sobre um relacionamento fracassado. As letras da música também foram vistas como sendo conversacionais, girando em torno de "todos os relacionamentos de seu passado", variando de amigos, familiares e ex-parceiros. Falando sobre o conteúdo lírico da música, Adele disse a Nick Grimshaw no The Radio 1 Breakfast Show: "Eu senti que todos nós estávamos seguindo em frente, e não é sobre um ex-relacionamento, um relacionamento amoroso, é sobre o meu relacionamento com todos que eu amo. Não é que tenhamos caído, todos nós temos nossas vidas indo e eu precisava escrever essa música para que todos ouvissem, porque eu não estou em contato com eles". De acordo com Adele, o verso "Hello from the other side" ("Olá do outro lado"), significa "o outro lado de se tornar um adulto, tornando-se vivo a partir do final da adolescência, vinte e poucos anos".

## Vídeo musical
O videoclipe que acompanha a música foi dirigido pelo ator e diretor canadense Xavier Dolan e lançado em 22 de outubro de 2015, apesar de a música ter sido lançada como single um dia depois.  O conceito do vídeo gira em torno de uma mulher recém-falecida chamando uma versão mais jovem de si mesma. Partes do vídeo — principalmente o final na lagoa e a foto dela abrindo os olhos no começo — foram filmadas com câmeras IMAX, tornando-se o primeiro videoclipe no formato IMAX. O vídeo se inspira na estréia semi-autobiográfica de Dolan, I Killed My Mother, que foi feita quando Dolan tinha 20 anos. O vídeo foi filmado em uma fazenda no Quebec, Canadá durante 4 dias em setembro de 2015.
O vídeo é estrelado pelo ator americano Tristan Wilds. De acordo com Dolan, Adele ligou para ele depois de um incidente não especificado de brutalidade policial nos Estados Unidos, sugerindo que um homem caucasiano não seja escolhido como seu interesse amoroso no vídeo. Dolan disse: "Ela estava apenas tipo: 'estou preocupado com a realidade das tensões entre as autoridades e a comunidade negra, e eu quero enviar uma mensagem lá fora'." Dolan contatou Wilds via Skype e explicou o conceito do vídeo, no qual Wilds concordou em participar. Durante as filmagens, Adele e Wilds foram convidados a improvisar e "tocar" em seus relacionamentos passados, a fim de transmitir as emoções corretas. Dolan também filmou fotos de Adele e Wilds conversando e rindo. O vídeo em tons de sépia mostra Adele tocando a música em uma pequena casa e fora em uma floresta arborizada, intercaladas com cenas dela fazendo um telefonema choroso e flashbacks de um relacionamento passado com o personagem de Wilds.
O celular flip usado por Adele no vídeo foi amplamente questionado por ser de estilo retrô. Dolan respondeu aos comentários dizendo: "Me deixa desconfortável filmar iPhones porque eu sinto que estou filmando um comercial. Essas coisas: iPhones, laptops, todos esses elementos, para mim, me trazem de volta à realidade: não é isso que você quer. Você quer sair da sua própria vida; você quer entrar em outra pessoa; você quer viajar para algum lugar; você quer que seja contada uma história. Eu estou percebendo que talvez tenha sido mais distrativo com esse celular de flip do que com qualquer outra coisa, mas não foi intencional!"

## Faixas e formatos
| Download digital |         |         |  |
| N.º              | Título  | Duração |  |
| 1.               | "Hello" | 4:55    |  |

## Créditos
Todo o processo de elaboração de "Hello" atribui os seguintes créditos:
Gravação e publicação
- Gravada nos Metropolis Studios (Londres)
- Mixada nos Capitol Studios (Los Angeles, Califórnia) e Electric Lady Studios (Nova Iorque)
- Masterizada nos Sterling Sound (Nova Iorque)
- Publicada pelas empresas Universal Music Publishing Ltd. (BMI), Kurstin Music/EMI April Music, Inc. (ASCAP)

Produção
| - Adele Adkins: composição, vocalista principal, vocalista de apoio, bateria, instrumentação - Greg Kurstin: composição, produção, piano, baixo, guitarra, teclado eletrônico, bateria, instrumentação, engenharia - Tom Elmhirst: mixagem - Alex Pasco: engenharia | - Julian Burg: engenharia - Liam Nolan: engenharia - Tom Coyne: masterização - Randy Merrill: masterização - Emile Haynie: instrumentação adicional |

## Desempenho nas tabelas musicais
| Tabela musical (2015)                                  | Melhor posição |
| ------------------------------------------------------ | -------------- |
| África do Sul (Entertainment Monitoring Africa)        | 1              |
| Alemanha (Media Control Charts)                        | 1              |
| Austrália (ARIA Charts)                                | 1              |
| Áustria (Ö3 Austria Top 40)                            | 1              |
| Bélgica (Ultratop 50 de Flandres)                      | 1              |
| Bélgica (Ultratop 40 da Valônia)                       | 1              |
| Brasil (Brasil Hot 100 Airplay)                        | 1              |
| Canadá (Canadian Hot 100)                              | 1              |
| Colômbia (Monitor Latino)                              | 1              |
| Coreia do Sul (Gaon Music Chart)                       | 1              |
| Croácia (Croatian Airplay Radio Chart)                 | 1              |
| Dinamarca (Tracklisten)                                | 1              |
| Escócia (The Official Charts Company)                  | 1              |
| Eslováquia (IFPI Slovenská Republika)                  | 1              |
| Espanha (Productores de Música de España)              | 1              |
| Estados Unidos (Billboard Hot 100)                     | 1              |
| Estados Unidos (Pop Songs)                             | 1              |
| Estados Unidos (Adult Pop Songs)                       | 1              |
| Estados Unidos (Hot Adult Contemporary Tracks)         | 1              |
| Estados Unidos (Hot Dance Club Songs)                  | 1              |
| Estados Unidos (Rock Airplay)                          | 26             |
| Finlândia (IFPI Finlândia)                             | 1              |
| França (Syndicat National de l'Édition Phonographique) | 1              |
| Grécia (Greece Digital Songs)                          | 1              |
| Hungria (Magyar Hanglemezkiadók Szövetsége)            | 1              |
| Irlanda (Irish Recorded Music Association)             | 1              |
| Israel (Media Forest)                                  | 1              |
| Itália (Federazione Industria Musicale Italiana)       | 1              |
| Japão (Japan Hot 100)                                  | 17             |
| Líbano (The Official Lebanese Top 20)                  | 1              |
| Luxemburgo (Luxembourg Digital Songs)                  | 1              |
| México (Mexico Airplay)                                | 1              |
| Noruega (VG-lista)                                     | 1              |
| Nova Zelândia (NZ Top 40 Singles)                      | 1              |
| Países Baixos (MegaCharts)                             | 1              |
| Polônia (Związek Producentów Audio Video)              | 1              |
| Portugal (Portugal Digital Songs)                      | 1              |
| Reino Unido (UK Singles Chart)                         | 1              |
| Chéquia (IFPI Česká Republika)                         | 1              |
| Suécia (Sverigetopplistan)                             | 1              |
| Suíça (Schweizer Hitparade)                            | 1              |
| União Europeia (Euro Digital Songs)                    | 1              |

| Tabela musical (2015)                            | Melhor posição |
| ------------------------------------------------ | -------------- |
| Alemanha (Media Control Charts)                  | 7              |
| Austrália (ARIA Charts)                          | 5              |
| Áustria (Ö3 Austria Top 40)                      | 5              |
| Bélgica (Ultratop 50 de Flandres)                | 5              |
| Bélgica (Ultratop 40 da Valônia)                 | 14             |
| Canadá (Canadian Hot 100)                        | 25             |
| Dinamarca (Tracklisten)                          | 25             |
| Estados Unidos (Billboard Hot 100)               | 35             |
| Estados Unidos (Hot Adult Contemporary Tracks)   | 39             |
| Hungria (Magyar Hanglemezkiadók Szövetsége)      | 6              |
| Irlanda (Irish Recorded Music Association)       | 7              |
| Israel (Media Forest)                            | 17             |
| Itália (Federazione Industria Musicale Italiana) | 18             |
| Nova Zelândia (NZ Top 40 Singles)                | 13             |
| Países Baixos (MegaCharts)                       | 18             |
| Reino Unido (UK Singles Chart)                   | 6              |
| Suécia (Sverigetopplistan)                       | 28             |
| Suíça (Schweizer Hitparade)                      | 6              |
| Tabela musical (2016)                            | Melhor posição |
| Alemanha (Media Control Charts)                  | 70             |
| Austrália (ARIA Charts)                          | 42             |
| Áustria (Ö3 Austria Top 40)                      | 72             |
| Bélgica (Ultratop 50 de Flandres)                | 38             |
| Bélgica (Ultratop 40 da Valônia)                 | 16             |
| Canadá (Canadian Hot 100)                        | 9              |
| Dinamarca (Tracklisten)                          | 33             |
| Estados Unidos (Billboard Hot 100)               | 7              |
| Estados Unidos (Pop Songs)                       | 18             |
| Estados Unidos (Adult Pop Songs)                 | 11             |
| Estados Unidos (Hot Adult Contemporary Tracks)   | 4              |
| Estados Unidos (Hot Dance Club Songs)            | 22             |
| Hungria (Magyar Hanglemezkiadók Szövetsége)      | 21             |
| Israel (Media Forest)                            | 13             |
| Nova Zelândia (NZ Top 40 Singles)                | 26             |
| Países Baixos (MegaCharts)                       | 57             |
| Reino Unido (UK Singles Chart)                   | 48             |
| Suécia (Sverigetopplistan)                       | 33             |
| Suíça (Schweizer Hitparade)                      | 5              |

| País (Empresa)             | Certificação   |
| -------------------------- | -------------- |
| Alemanha (BVMI)            | Platina        |
| Austrália (ARIA)           | 7× Platina     |
| Bélgica (BEA)              | 3× Platina     |
| Canadá (Music Canada)      | 7× Platina     |
| Dinamarca (IFPI Dinamarca) | 2× Platina     |
| Espanha (PROMUSICAE)       | 3× Platina     |
| Estados Unidos (RIAA)      | 7× Platina     |
| Itália (FIMI)              | 5× Platina     |
| México (AMPROFON)          | Platina + Ouro |
| Nova Zelândia (RMNZ)       | 4× Platina     |
| Reino Unido (BPI)          | 2× Platina     |
| Suíça (IFPI Suíça)         | Platina        |